# 江苏省道
江苏省级干线公路，简称江苏省道，是指由江苏省交通运输厅负责修建、养护和管理的省级干线公路。与江苏省境内的国道共同组成江苏省的干线公路网。

## 发展历程
1949年末，苏北行政公署公路局划定区内18条重要公路。1950年初，苏南行政公署交通管理局划定区内9条重要公路。江苏省建省后，省交通厅於1961年确定了全省27条公路为干线公路。
1979年4月，省交通局划定全省107条县际以上公路为干线公路，并统一进行编号。1981年，国家首次划定国家干线公路网，江苏多条干线公路纳入国家干线公路范围内。
1987年7月，省交通厅根据国道布局，结合市管县的新行政区划，重新划定“5射40纵25横”共70条省级干线公路（简称省道）。
2003年，《江苏省省道网调整方案》出台，首次将国道主干线之外的高速公路列入省道，并扩容普通省道规模。江苏省道调整为“9射38纵26横5环”共78条线路9138公里，其中高速公路省道“5射4纵3横5环”共17条线路2346公里，普通省道“4射34纵23横”共61条线路6792公里。至2010年底规划省道网基本建成。
2012年，《江苏省省道公路网规划（2011-2020 年）》正式出台，新的规划中高速公路省道扩容为“13纵9横14支”共36条线路，普通省道扩容为“4射48纵44横5环84连”共185条线路（其中包括14条规划国道的过渡线路）。随后新的国家公路网规划於2013年发布，国道网大规模扩容，江苏14条规划省道列入国道。
2023年，《江苏省省道公路网规划（2023－2035年）》出台，规划形成6条放射线路，54条北南纵线，40条东西横线，44条联络线，共144条线路10354公里。

## 编号规则
现行江苏普通省道的路线编号由省道标识符“S”和3位数字编号组成。3位数字中，首位数字用“1、2、3”分别标识射线、南北线、东西线，“5、6”标识联络线，后两位为顺序码。
1987年划定的省道编号由江苏省份简称“苏”和3位数字编号组成。3位数字中，首位数字用“1、2、3”分别标识省会放射线、北南纵线、东西横线，后两位为顺序码，分别按由正北方向顺时针、由东向西、由北向南的排序规则自“01”起递增。
2003年调整的省道编号由省道标识符“S”和3位数字编号组成。3位数字的编号规则同前，并新增首位数字“0”标识环线，同时将各首位数字的“01～20”顺序码赋予高速公路省道，普通省道由“21”起递增重新编号。
2008年《江苏省高速公路网命名与编号规则》出台后，省级高速公路编号改由省道标识符“S”和“1～99”区间的数字编号组成，其中“1～70”区间的奇数、偶数编号分别标示北南纵线和东西横线，“71～99”区间编号标示支线高速公路。
2012年调整的普通省道编号结构与编号规则同前，新增编号在原有编号之后按相应排序规则递增，并新增首位数字“4、5、6”分别标识高速公路互通连接线、港区或机场连接线、经济类节点或景区连接线，同时利用空出的首位数字“2、3”的“01～20”编号作为规划国道未正式出台前的过渡编号。
2023年调整的普通省道编号结构与编号规则改为首位数字“1、2、3”分别标识射线、南北线、东西线，“5、6”标识联络线。

## 分类
江苏省道分为高速公路省道和普通省道。作为江苏国省干线公路的重要组成部分，按功能层次还可分为高速干线、快速干线和一般干线3类，其中高速公路省道属高速干线，普通省道属快速干线和一般干线。
高速公路省道由44条路线组成，按布局类型分为南北向线路、东西向线路和高速公路支线3类。
普通公路由144条路线组成，按布局类型分为6条放射线路，54条北南纵线，40条东西横线，44条联络线。

## 普通省道
| 编号    | 线路名称                | 路线起点            | 路线终点            | 主要控制点                                                                                               |
| ------- | ----------------------- | ------------------- | ------------------- | --- |
| 122省道 | 南京-张家港             | G312（万家楼互通）  | G204（凤凰）        | 汤山、句容、丹阳、西夏墅、璜土、月城、张家港                                                             |
| 125省道 | 南京-盐城               | 仪征港              | G1516（盐城南互通） | 泗源沟作业区、大仪、高邮、周山、临泽、大纵湖、盐城                                                       |
| 126省道 | 南京-高淳               | G312（西善桥）      | G235（淳溪）        | 西善桥、牛首山、横溪、高淳                                                                               |
| 127省道 | 南京-广德               | G346（江宁）        | 南山竹海（苏皖界）  | 江宁、郭庄、白马、上兴、社渚、南山竹海                                                                   |
| 128省道 | 南京-马鞍山             | G235（江宁）        | 江宁（苏皖界）      | 江宁 |
| 129省道 | 南京-巢湖               | G2503（刘村互通）   | 星甸（苏皖界）      | 雨花经开区、板桥汽渡、桥林、星甸                                                                         |
| 204省道 | 江宁-高淳               | G346（秣陵）        | G635（东坝）        | 秣陵、禄口机场、溧水、和凤、东坝                                                                         |
| 222省道 | 如东-海门               | G328（长沙）        | S356（三厂）        | 长沙、大豫、三余、四甲、常乐                                                                             |
| 224省道 | 常熟-青浦               | G346（碧溪）        | 锦溪（苏沪界）      | 董浜、周市、昆山、锦溪                                                                                   |
| 225省道 | 小洋口-南通             | G228（栟茶）        | 兴仁                | 栟茶、岔河、新店、兴仁                                                                                   |
| 226省道 | 滨海-南通               | G228（省滨淮农场）  | 刘桥                | 滨淮、临海、射阳、特庸、大丰、南沈灶、李堡、丁堰、刘桥                                                   |
| 228省道 | 张家港-相城             | S604（乐余）        | G2（苏州新区互通）  | 塘桥、尚湖、辛庄、相城                                                                                   |
| 229省道 | 盐城-无锡               | G204（盐都）        | G312（惠山）        | 大冈、安丰、荻垛、姜堰、黄桥、靖江、江阴、惠山                                                           |
| 231省道 | 阜宁-泰州               | S329（阜宁）        | S354（海陵）        | 阜宁、宝塔、建湖、大纵湖、兴化、泰州                                                                     |
| 232省道 | 射阳-武进               | G228（洋马）        | G635（雪堰）        | 洋马、上冈、大邹、竹泓、俞垛、张甸、新街、东兴、靖澄过江通道、横山桥、雪堰                               |
| 233省道 | 射阳-建湖               | G15（射阳互通）     | S331（恒济）        | 海河、射阳站、冈西、建湖、恒济                                                                           |
| 235省道 | 灌南-和平               | G233（李集）        | G205（和平）        | 灌南、红窑、涟水、钦工、黄码                                                                             |
| 236省道 | 郯城-灌云               | 山左口（苏鲁界）    | G204（灌云）        | 山左口、温泉、东海、房山、龙苴、灌云                                                                     |
| 238省道 | 镇江-常州               | S338（南山）        | S340（邹区）        | 谏壁、大港、扬中大桥、扬中、西来桥、孟河、西夏墅、邹区                                                   |
| 239省道 | 常州-郎溪               | G346（孟河）        | 社渚（苏皖界）      | 孟河、罗溪、奔牛机场、邹区、湟里、儒林、埭头、溧阳、社渚                                                 |
| 240省道 | 镇江-宜兴               | S338（官塘桥）      | G635（新庄）        | 宜城、司徒、延陵、金坛、儒林、官林、宜兴、新庄                                                           |
| 241省道 | 扬州-溧阳               | G345（沙头）        | S239（溧城）        | 沙头、润扬二通道、镇江、丹阳、珥陵、金坛站、指前、溧城                                                   |
| 242省道 | 临沭-灌云               | 黑林（苏鲁界）      | G204（杨集）        | 黑林、厉庄、赣马、赣榆、连云、四队、杨集                                                                 |
| 243省道 | 扬州-溧水               | G40（汤汪互通）     | G235（石湫）        | 施桥、瓜洲、镇扬汽渡、边城、句容、郭庄、石湫                                                             |
| 245省道 | 赣榆-盱眙               | G204（柘汪）        | G344（盱眙）        | 石桥、金山、黑林、班庄、石梁河、东海、房山、贤官、陇集、泗阳、裴圩、高家堰、和平、洪泽、蒋坝、官滩、盱眙 |
| 246省道 | 江宁-郎溪               | G346（秣陵）        | 桠溪（苏皖界）      | 秣陵、溧水、晶桥、桠溪                                                                                   |
| 247省道 | 淮安-六合               | G25（淮阴互通）     | S356（西坝港区）    | 淮安、范集、岔河、金湖、金牛湖、六合、西坝港区                                                           |
| 250省道 | 兰陵-泗洪               | 邹庄（苏鲁界）      | S268（临淮）        | 邹庄、铁富、邳州、新河、皂河、耿车、埠子、洋河、泗洪、临淮                                               |
| 251省道 | 枣庄-睢宁               | 燕子埠（苏鲁界）    | 凌城（苏皖界）      | 燕子埠、碾庄、土山、古邳、睢宁、凌城                                                                     |
| 252省道 | 贾汪-灵璧               | 汴塘（苏鲁界）      | 双沟（苏皖界）      | 汴塘、塔山、单集、观音机场                                                                               |
| 253省道 | 龙固-大彭               | 龙固（苏皖界）      | G3（徐州西互通）    | 龙固、沛县、张庄、郑集                                                                                   |
| 254省道 | 金乡-大沙河             | 顺河（苏鲁界）      | 大沙河（苏皖界）    | 顺河、常店、丰县、大沙河                                                                                 |
| 255省道 | 吕四港-启东             | G328（吕四港）      | G228（汇龙）        | 吕四港、海复、南阳、启东                                                                                 |
| 256省道 | 昆山-青浦               | G634（周市）        | 淀山湖（苏沪界）    | 周市、陆家、淀山湖                                                                                       |
| 257省道 | 吴江-秀洲               | G635（吴江）        | 盛泽（苏浙界）      | 平望、盛泽站、盛泽                                                                                       |
| 258省道 | 七都-桐乡               | 七都（苏浙界）      | 桃源（苏浙界）      | 七都、震泽、桃源                                                                                         |
| 259省道 | 如皋-锡山               | G204（磨头）        | S342（安镇）        | 磨头、张皋汽渡、张家港、锡山                                                                             |
| 260省道 | 江阴-无锡               | G346（南闸）        | G312（惠山）        | 江阴站、青阳、惠山                                                                                       |
| 261省道 | 申港-太湖               | G346（申港）        | G635（胡埭）        | 申港港区、横山桥、洛社、胡埭                                                                             |
| 262省道 | 常州-宜兴               | S340（南夏墅）      | G104（新街）        | 前黄、和桥、新街                                                                                         |
| 263省道 | 嘉泽-张渚               | S239（嘉泽）        | S342（张渚）        | 嘉泽、官林、徐舍、张渚                                                                                   |
| 264省道 | 花果山-江都             | 花果山景区          | 江都港区            | 花果山景区、同兴、灌云、灌南、大东、车桥、西安丰、鲁垛、临泽、三垛、扬州泰州机场、宜陵、大桥、白塔作业区 |
| 265省道 | 镇江-溧阳               | G346（宜城）        | S239（溧阳北站）    | 谷阳、宝堰、薛埠、溧阳北站                                                                               |
| 266省道 | 下蜀-茅山               | S338（下蜀）        | S340（茅山）        | 下蜀、句容、茅山景区                                                                                     |
| 267省道 | 莒南-泗阳               | 金山（苏鲁界）      | S245（裴圩）        | 金山、厉庄、塔山、沙河、黄川、白塔埠、平明、吴集、马厂、庄圩、泗阳、裴圩                                 |
| 268省道 | 临沭-泗洪               | 李埝（苏鲁界）      | G235（双沟）        | 李埝、双店、阿湖、高流、时集、大兴、中扬、龙集、临淮、双沟                                               |
| 269省道 | 固城-砖墙               | 固城（苏皖界）      | 砖墙（苏皖界）      | 漆桥、古柏                                                                                               |
| 270省道 | 台儿庄-邳州             | 邢楼（苏鲁界）      | S251（土山）        | 邢楼、邳城、邳州、议堂、土山                                                                             |
| 271省道 | 八义集-泗县             | G311（八义集）      | 李集（苏皖界）      | 八义集、占城、王集、李集                                                                                 |
| 272省道 | 沛县-徐州               | S253（沛城）        | G3（柳新互通）      | 沛县、胡寨、五段、柳新                                                                                   |
| 273省道 | 温泉-刘集               | G310（温泉）        | S324（刘集）        | 温泉、石湖、茆圩、庙头、新河、悦来、刘集                                                                 |
| 274省道 | 兰陵-邳州               | 四户（苏鲁界）      | G30（邳州西互通）   | 四户、岔河、戴庄、赵墩                                                                                   |
| 275省道 | 响水-射阳               | S326（响水）        | S226（射阳）        | 南河、陈涛、四明、射阳                                                                                   |
| 276省道 | 徐溜-西顺河             | G205（徐溜）        | 西顺河              | 徐溜、渔沟、高家堰、西顺河                                                                               |
| 277省道 | 曲塘-江安               | G328（曲塘）        | G40（葛市互通）     | 曲塘、雅周、搬经、江安                                                                                   |
| 278省道 | 盱眙-六合               | S601（黄花塘）      | G347（横梁）        | 黄花塘、冶山、横梁                                                                                       |
| 279省道 | 昆山-长三角一体化示范区 | S343（张浦）        | G318（黎里）        | 张浦、周庄、黎里                                                                                         |
| 280省道 | 张家港-硕放机场         | S122（杨舍）        | G312（硕放机场）    | 顾山、羊尖、硕放机场                                                                                     |
| 281省道 | 江阴-锡山               | G346（长山港区）    | S48（锡北互通）     | 周庄、徐霞客、锡北                                                                                       |
| 282省道 | 武进-宜兴               | G4221（常州南互通） | G104（丁蜀）        | 前黄、周铁、宜兴、丁蜀                                                                                   |
| 322省道 | 徐州-丰县               | G3（彭城互通）      | G237（华山）        | 郑集、河口、华山                                                                                         |
| 324省道 | 燕尾港-丰县             | 燕尾港              | G518（赵庄）        | 燕尾港、图河、灌云、吴集、沭阳、刘集、新庄、宿迁、魏集、姚集、徐州、范楼、大沙河、赵庄                   |
| 325省道 | 淮阴-灵璧               | G205（古清口）      | 桃园（苏皖界）      | 古清口、三树、泗阳、大兴、宿迁、沙集、睢宁、桃园                                                         |
| 326省道 | 陈家港-沭阳             | 陈家港              | G205（章集）        | 陈家港、响水、灌南、高沟、马厂、沭阳                                                                     |
| 327省道 | 滨海港-淮安             | 滨海港              | G205（武墩）        | 滨海港、八巨、滨海、黄营、涟水、淮安、武墩                                                               |
| 328省道 | 滨海港（镇）-范集       | G228（滨海港镇）    | S348（范集）        | 滨海港（镇）、滨海、羊寨、陈集、朱桥、古河、复兴、漕运、范集                                             |
| 329省道 | 射阳-沭阳               | 射阳港              | G205（胡集）        | 射阳、海河、阜宁、羊寨、唐集、红窑、岔庙、胡集                                                           |
| 331省道 | 盐城-明光               | G228（三龙）        | 河桥（苏皖界）      | 三龙、盐城、龙冈、沿河、射阳湖、宝应、前锋、省宝应湖农场、金湖、马坝、盱眙、河桥                         |
| 333省道 | 兴化-天长               | S231（兴化）        | 菱塘（苏皖界）      | 兴化、汤庄、高邮、菱塘                                                                                   |
| 334省道 | 如东-泰兴               | G328（大豫）        | 滨江                | 大豫、如东、岔河、丁堰、如皋、分界、黄桥、泰兴、滨江                                                     |
| 335省道 | 近海-南通               | G328（近海）        | G15（兴仁互通）     | 近海、海复、吕四港、正余、通州                                                                           |
| 337省道 | 省黄海农场-涟水         | G228（省黄海农场）  | S235（高沟）        | 大有、运河、百禄                                                                                         |
| 338省道 | 镇江-马鞍山             | S238（西来桥）      | 江宁（苏皖界）      | 西来桥、界牌、丹北、镇江东站、镇江、下蜀、龙潭、燕子矶、板桥、江宁                                       |
| 339省道 | 太仓-相城               | 太仓港              | S228（渭塘）        | 太仓、昆山、阳澄湖、渭塘                                                                                 |
| 340省道 | 常熟-马鞍山             | G204（尚湖）        | 横溪（苏皖界）      | 尚湖、顾山、惠山、洛社、武进、邹区、皇塘、金坛、薛埠、天王、溧水、禄口机场、横溪                         |
| 341省道 | 惠山-博望               | S48（阳山互通）     | 石湫（苏皖界）      | 胡埭、马山、周铁、高滕、官林、别桥、晶桥、石湫                                                           |
| 342省道 | 常熟-广德               | G204（古里）        | 太华（苏皖界）      | 古里、尚湖、羊尖、锡山、惠山、胡埭、雪堰、万石、宜兴、张渚、太华                                         |
| 343省道 | 虹桥机场-苏州           | 千灯（苏沪界）      | G635（吴中）        | 千灯、甪直                                                                                               |
| 344省道 | 连云港-徐州             | G204（锦屏）        | G206（单集）        | 锦屏、新坝、龙苴、高墟、龙庙、新河、新店、棋盘、窑湾、土山、单集                                         |
| 345省道 | 堆沟港-沭阳             | G228（堆沟港）      | S326（沂涛）        | 堆沟港、田楼、灌南、沂涛                                                                                 |
| 346省道 | 阜宁-宿迁               | S348（东沟）        | G235（曹集）        | 东沟、涟水、成集、淮高、徐溜、穿城、曹集                                                                 |
| 348省道 | 临海-洪泽               | G228（临海）        | 高良涧              | 临海、蔡桥、正红、阜宁、益林、施河、平桥、岔河、高良涧                                                   |
| 349省道 | 丹顶鹤保护区-新兴       | 丹顶鹤自然保护区    | G204（新兴）        | 盐东、南洋机场、新兴                                                                                     |
| 350省道 | 宝应-洪泽               | G344（氾水）        | G205（黄集）        | 氾水、宝应、山阳、漕运、范集、黄集                                                                       |
| 351省道 | 麋鹿保护区-高邮湖       | G228（草庙）        | 高邮湖              | 小海、草堰、合陈、兴东、兴化、马棚                                                                       |
| 352省道 | 东台-高邮               | G228（弶港）        | G233（车逻）        | 三仓、安丰、戴南、陈堡、樊川、车逻                                                                       |
| 353省道 | 海安-滁州               | S226（李堡）        | 程桥（苏皖界）      | 李堡、海安、姜堰、华港、真武、刘集、仪征北站、金牛湖、程桥                                               |
| 354省道 | 姜堰-罡杨               | S229（姜堰）        | S506（泰州西站）    | 姜堰站、泰州站、泰州西站                                                                                 |
| 355省道 | 如东-高港               | G328（长沙）        | G328（高港）        | 袁庄、如皋、古溪、胡庄、高港                                                                             |
| 356省道 | 启东-和县               | G328（启东）        | 桥林（苏皖界）      | 惠萍、启东、北新、海门、南通、长江、斜桥、靖江、新桥、泰兴、高港、大桥、扬州、仪征、龙袍、八卦洲、浦口   |
| 357省道 | 张家港-丹阳             | G204（凤凰）        | S122（丹阳）        | 徐霞客、横山桥、常州、奔牛机场、吕城、陵口                                                               |
| 358省道 | 吕城-郭庄               | G312（吕城）        | S127（郭庄）        | 吕城、珥陵、茅山景区、后白、郭庄                                                                         |
| 359省道 | 太仓-无锡               | G346（太仓港）      | S19（安镇互通）     | 沙溪、沙家浜、辛庄、鹅湖                                                                                 |
| 361省道 | 青浦-横扇               | 黎里（苏沪界）      | G318（平望）        | 黎里、八坼、横扇、平望                                                                                   |
| 362省道 | 新坝-曲阳               | S344（新坝）        | G311（曲阳）        | 新坝、房山、曲阳                                                                                         |
| 363省道 | 大丰-中堡               | G343（丰华）        | G344（中堡）        | 大丰、南阳、西团、新垛、大邹、中堡                                                                       |
| 364省道 | 弶港-泰州               | G228（弶港）        | 泰州东环快速路      | 新街、富安、墩头、南莫、白米、大伦、张甸                                                                 |
| 365省道 | 新店-七圩               | S225（新店）        | 七圩作业区          | 新店、下原、江安、曲霞、七圩作业区                                                                       |
| 366省道 | 横林-湟里               | S261（横林）        | G233（湟里）        | 横林、洛阳、前黄、湟里                                                                                   |
| 367省道 | 宜兴-高淳               | S240（高塍）        | S55（沙塘互通）     | 高塍、杨巷、溧阳、南渡、和凤                                                                             |
| 503省道 | 淮安-涟水机场           | 长江路街道          | S346（陈师）        | 淮高、涟水机场、陈师                                                                                     |
| 504省道 | 大泗-春江               | S364（白马）        | G346（春江）        | 大泗、泰兴、滨江、虹桥、七圩汽渡、春江                                                                   |
| 505省道 | 新沂-睢宁               | G235（墨河）        | S251（梁集）        | 墨河、棋盘、窑湾、新河、魏集、睢宁                                                                       |
| 506省道 | 泰州-丹阳               | S353（华港）        | S122（访仙）        | 华港、海陵、高港、泰州港、扬高汽渡、油坊、丹北、访仙                                                     |
| 509省道 | 徐圩-花果山机场         | 徐圩港区            | G233（小伊）        | 徐圩港区、圩丰、同兴、小伊                                                                               |
| 510省道 | 三星-支塘               | G228（三星）        | G204（支塘）        | 三星、通海港区、苏通大桥、梅李、支塘                                                                     |
| 511省道 | 海头-厉庄               | G228（海头）        | S242（厉庄）        | 海头、厉庄                                                                                               |
| 512省道 | 连云-班庄               | G228（青口盐场）    | G327（班庄）        | 青口盐场、宋庄、城西、班庄                                                                               |
| 513省道 | 港上-草桥               | G310（港上）        | G311（草桥）        | 港上、合沟、草桥                                                                                         |
| 514省道 | 微山湖-沛县             | 微山湖              | S253（沛县）        | 微山湖、沛县                                                                                             |
| 515省道 | 龙固-栖山               | S253（龙固）        | S322（栖山）        | 龙固、朱寨、栖山                                                                                         |
| 516省道 | 时集-棋盘               | S268（时集）        | S505（棋盘）        | 时集、马陵山、棋盘                                                                                       |
| 517省道 | 铜山-埇桥               | G30（徐州南互通）   | 张集（苏皖界）      | 张集 |
| 518省道 | 新坍-长荡               | S233（新坍）        | S232（长荡）        | 新坍、长荡                                                                                               |
| 519省道 | 流均-泾河               | 流均                | G233（泾河）        | 流均、曹甸、泾河                                                                                         |
| 520省道 | 淮城-平桥               | S235（淮城）        | S348（平桥）        | 淮城、石塘、平桥                                                                                         |
| 521省道 | 成子湖-泗县             | S268（成子湖）      | 归仁（苏皖界）      | 泗洪、归仁                                                                                               |
| 522省道 | 魏营-泗县               | G235（魏营）        | 上塘（苏皖界）      | 魏营、上塘                                                                                               |
| 523省道 | 洪泽湖-荷花荡           | S245（蒋坝）        | 荷花荡景区          | 蒋坝、前锋、荷花荡景区                                                                                   |
| 524省道 | 吕四港-北新             | S335（吕四港）      | S356（北新）        | 吕四港、王鲍、北新                                                                                       |
| 525省道 | 海门-启隆               | G328（海门）        | 启隆                | 包场、悦来、临江、海永、启隆                                                                             |
| 526省道 | 角斜-新店               | G328（角斜）        | S365（新店）        | 角斜、袁庄、双甸、新店                                                                                   |
| 527省道 | 广陵-靖江开发区         | S365（广陵）        | S356（斜桥）        | 广陵、斜桥                                                                                               |
| 528省道 | 黄桥站-泰兴             | S229（黄桥）        | S504（济川）        | 黄桥站、姚王、济川                                                                                       |
| 529省道 | 小纪-郭村               | S353（小纪）        | G328（郭村）        | 小纪、郭村                                                                                               |
| 530省道 | 真武-大桥               | S353（真武）        | G345（大桥）        | 真武、丁伙、大桥                                                                                         |
| 531省道 | 杭集-新民洲             | G328（杭集）        | 新民洲              | 杭集、李典、新民洲港区                                                                                   |
| 532省道 | 扬州北-杨寿             | S28（扬州北互通）   | G345（杨寿）        | 扬州北互通、杨寿                                                                                         |
| 533省道 | 天长-仪征               | 月塘（苏皖界）      | 化学工业园作业区    | 月塘、仪征北站、化学工业园作业区                                                                         |
| 534省道 | 冶山-竹镇               | S278（冶山）        | G235（竹镇）        | 冶山、竹镇                                                                                               |
| 535省道 | 六合-来安               | G2503（新篁互通）   | 龙池（苏皖界）      | 新篁互通、长芦、龙池                                                                                     |
| 536省道 | 嘉定-昆山               | 花桥（苏沪界）      | S256（陆家）        | 花桥、陆家                                                                                               |
| 537省道 | 世业洲环线              | G4011（世业洲互通） | G4011（世业洲互通） | 世业 |
| 538省道 | 金坛-句容               | S240（金城）        | S266（茅山）        | 金城、直溪、宝堰、茅山                                                                                   |
| 539省道 | 汤山-禄口               | G346（汤山）        | S126（禄口）        | 汤山、湖熟、禄口                                                                                         |
| 540省道 | 溧水-博望               | S204（柘塘）        | 石湫（苏皖界）      | 柘塘、石湫                                                                                               |
| 601省道 | 塔集-河桥               | S523（塔集）        | S331（河桥）        | 塔集、金南、黄花塘、天泉湖、河桥                                                                         |
| 602省道 | 通州湾-西亭             | G328（通州湾）      | G345（西亭）        | 三余、东社、西亭                                                                                         |
| 604省道 | 嘉定-张家港             | 陆渡（苏沪界）      | G346（金港）        | 陆渡、沙溪、梅李、海虞、锦丰、大新                                                                       |
| 606省道 | 横泾-东山               | G635（横泾）        | 东山                | 横泾、临湖、东山                                                                                         |
| 607省道 | 光福-西山               | G635（光福）        | 金庭                | 光福、金庭                                                                                               |
| 609省道 | 青浦-吴江               | 淀山湖（苏沪界）    | G635（松陵）        | 淀山湖、周庄、松陵                                                                                       |
| 610省道 | 东台-姜堰               | G344（东台）        | S354（姜堰）        | 东台、溱东、溱潼、姜堰                                                                                   |
| 611省道 | 菱塘-扬州               | S333（菱塘）        | S28（瘦西湖互通）   | 菱塘、公道、槐泗                                                                                         |